# Georg Bühren
Georg Bühren (* 1955 in Mettingen) ist ein deutscher Hörspielregisseur, Autor und Musiker.

## Leben
Georg Bühren studierte in Münster Kunst und Germanistik und schloss sein Studium 1983 mit einem Dokumentarfilm über den Maler Heinrich Vogeler ab. Danach arbeitete er zunächst als freier Filmproduzent für den Westdeutschen Rundfunk (WDR), parallel dazu auch im Bereich Feature und Hörspiel für den WDR, für den Norddeutschen Rundfunk sowie Radio Bremen. In dieser Eigenschaft betreute er hauptsächlich das regionale Hörspiel. 1987 erhielt Bühren eine Festanstellung beim WDR, seit 1998 ist er dort als Hörspieldramaturg tätig.
2009 veröffentlichte Bühren seinen Roman Der Zirkular, nachdem er bereits in den Jahren zuvor Bände mit niederdeutschen Gedichten und niederdeutsche Theaterstücke geschrieben hatte. Neben seiner Regietätigkeit verfasst er auch selber Hörspiele. Bühren ist außerdem Mitglied der Band „pattu“, die Folk- und Bluestitel im münsterländischen Dialekt singt.
Georg Bühren lebt in Münster.

## Hörspiele

### Als Autor
- 1979: Wi staoht in' Wegg – Regie: Wolfram Rosemann
- 1990: Hostensaft – Regie: Frank Grupe
- 1992: Botterbrot – Regie: Jochen Schütt
- 1993: Achtern Bahndamm – Regie: Edgar Bessen
- 1995: Voss un Wulf – Regie: Jochen Schütt

### Als Regisseur (Auswahl)
- 1987: Eegenleistung – Autor: Alfons Schenke (auch Bearbeitung Wort)
- 1988: Steene – Autor: Hans.Peter Boer
- 1988: De Buottervuogel flügg nich mähr – Autor: Konrad Hansen
- 1989: Dat Sülverbook – Autor: Albert Rüschenschmidt
- 1989: Vetell wat vön fröher – Autor: Konrad Hansen
- 1990: De Ünnerschrift – Autor: Wolfgang Sieg
- 1990: De Fall Crone – Autor: Otto Pötter
- 1991: Meerske van Tilbieck – Autor: Hans Dieter Schwarze
- 1992: Nobiskrog – Autor: Werner Brüggemann
- 1992: Die lange Weile der Briefe danach – Autor: Winfried Pielow
- 1993: Tante Frieda – Autor: Fritz Wempner
- 1993: Schredder – Autor: Hans Suter[4]
- 1994: Wat steiht, kost't Geld – Autor: Ingo Sax
- 1994: Nachtwandlungen – Autor: Walter Gödden
- 1995: Der Schnitt – Autor: Winfried Pielow
- 1995: Westfälische Poeterey – Autor: Walter Gödden
- 1996: Lohmeyers Ende – Autor: Otto A. Böhmer
- 1996: Nix geiht mehr – Autor: Konrad Hansen
- 1997: Die Ameisenfrau – Autorin: Nursel Köse
- 1997: Das Haus am Kanal – Autorin: Dorothea Renckhoff
- 1999: De Wanz – Autor: Erich R. Andersen
- 2000: Judith van Mönster – Autor: Norbert Johannimloh
- 2001: Familie Brake – Autorin: Clara Ratzka
- 2002: Woso hest du mi op dat Eiiland bröcht? – Autor: Snorre Björkson
- 2003: SchnappSchuss – De Krimi op Platt (Folge: Kühleborn spöökt wedder) – Autor: Snorre Björkson
- 2006: Dreihmusik – Autorin: Ursel Meyer
- 2008: Alls nao de Norm – Autorin: Angelika Obeling
- 2010: Koffetaofel met Fleige – Autorin: Birgit Lemmermann
- 2011: Klemens – Autor: Markus Werner
- 2013: Meine schwarzen Locken waren eine Attraktion – Autor: Winfried Roth
- 2014: Jetzt ist der Sommer vorbei – Autor: Karl-Heinz Bölling

### Als Autor und Regisseur
- 1991: Dat Lutze-Huus
- 1997: Westfalia/Missouri
- 2001: Vom Verschwinden der Dörfer und der Dialekte (Mitautoren: Ursula Heeke und Hedwig Lechtenberg)

## Veröffentlichungen
- 1990: Houßensapp (westfälische Stücke), Verlag Karl Mahnke, Verden/Aller
- 1992: De Lüe, de Wäör, de Tied (niederdeutsche Gedichte), Tende-Verlag, Dülmen, ISBN 3-88633-151-2.
- 1995: Neue niederdeutsche Lyrik aus Westfalen (Hrsg.), Verlag Ferdinand Schöningh, Paderborn, ISBN 3-506-76158-7.
- 2000: Düssiets – affsiets – gientsiets (niederdeutsche Gedichte), Ardey-Verlag, Münster, ISBN 3-87023-178-5.
- 2009: Das Zirkular (Roman), Aisthesis Verlag, Bielefeld, ISBN 978-3-89528-736-7.
- 2020: Das Moor schweigt nie, Achterland-Krimi, Münster ISBN 978-393337-739-5.
- 2021: Mondriaans letzter Baum, Achterland-Krimi, Münster, ISBN 978-3-933377-40-1.
- 2023: Flamingo-Gold, Achterland-Krimi, Münster, ISBN 978-3-933377-48-7.
- 2024: Totholz & Lichtung. Gedichte und Fotografien, Achterland Verlag, Bocholt u. Bredevoort, ISBN 978-3-933377-49-4

## Auszeichnungen
- 1997: Rottendorf-Preis für Verdienste um die niederdeutsche Sprache
- 2002: Fritz-Reuter-Preis
- 2007: Zonser Hörspielpreis für Dreihmusik
- 2014: Quickborn-Preis
- 2014: Rottendorf-Preis (mit der Gruppe pattu)